# Phare de Gravelly Shoal

Le phare de Gravelly Shoal (en anglais : Gravelly Shoal Light), est un phare de la rive ouest du lac Huron, situé à l'ouest la baie de Saginaw dans le Comté d'Arenac, Michigan.

## Historique
Le phare est situé à environ 4,3 km au large et a été construit pour aider à guider les bateaux à travers les eaux plus profondes entre l'extrémité sud-est de Gravelly Shoals et l'île Charity. Il a remplacé, en 1939, le phare de l'île Charity. Celui-ci a été construit dans le cadre du New Deal du président Franklin Delano Roosevelt. Ce phare automatisé de style Art déco est similaire au phare d'Indiana Harbor (brise-lames est) et au phare du brise-lames de Port Washington.
Lorsqu'il a été construit selon ses spécifications d'origine, l'entrepreneur a averti que la fondation était inadéquate pour résister à l'accumulation de glace et a soumis une soumission pour une modification du contrat. Cependant, à l'époque, la juridiction sur le feu venait d'être transférée à la Garde côtière du service des phares des États-Unis et ils ont choisi de ne pas tenir compte de l'avertissement et d'accepter le feu tel qu'il avait été construit. Cela a entraîné des dépenses supplémentaires substantielles en temps voulu, car la lumière a dû être ré-installée ultérieurement. 
Il est sous le contrôle et l'entretien de la station de la Garde côtière à Tawas City. Habituellement, il affiche une lumière de 15.000 candelas pour un objectif de 375 mm alimenté par une lampe électrique de 120 volts. L'alimentation est fournie par un câble sous-marin, qui traverse le haut-fond de Point Lookout. Il est complété par une lampe de veille à acétylène de 110 candelas avec un flash d'une demi-seconde toutes les trois secondes qui s'active automatiquement en cas de panne de courant. Par temps brumeux, les marins sont avertis par deux diaphones à air comprimé  qui fonctionnent sur un cycle de 30 secondes (souffle de 3 secondes suivi de 27 secondes de silence).
Le National Weather Service exploite une station d'observation météorologique automatisée au phare. Une grande tour en acier, ajoutée au sommet de la lumière, est un radiophare.
En mai 2014, le phare est devenu disponible pour le transfert en vertu de la National Historic Lighthouse Preservation Act of 2000 (LNHPA). Aucune demande n'a été reçue et le phare a été vendu aux enchères en août 2015 pour une bonne affaire de 16.000 $. Le nouveau propriétaire est Bill Collins, qui possède également le phare de Manistique et le phare de l'île aux Galets dans le Michigan et le phare arrière de Liston dans le Delaware.
Bien qu'il n'ait jamais eu de gardien de phare résident, ce feu est un «feu significatif» reconnu par l'Initiative maritime nationale du National Park Service.

## Description
Le phare  est une tour Art déco en béton blanc de 20 m de haut, montée sur un berceau circulaire en béton. Ilémet, à une hauteur focale de 23 m, un bref flash rouge de 0.6 secondes par période de 6 secondes. Sa portée est de 9.6 milles nautiques (environ 18 km). Il est équipé d'une corne de brume émettant un souffle de trois secondes, espacés de 3 secondes et d'un radar Racon.

## Caractéristiques dufeu maritime
Fréquence : 6 secondes (R)
- Lumière : 0.6 seconde
- Obscurité : 5.4 secondes

Identifiant  : ARLHS : USA-340 ; USCG :  7-10540 .

### Lien connexe
- Liste des phares au Michigan